# Brullioles
Brullioles est une commune française, située dans le département du Rhône en région Auvergne-Rhône-Alpes.

## Géographie

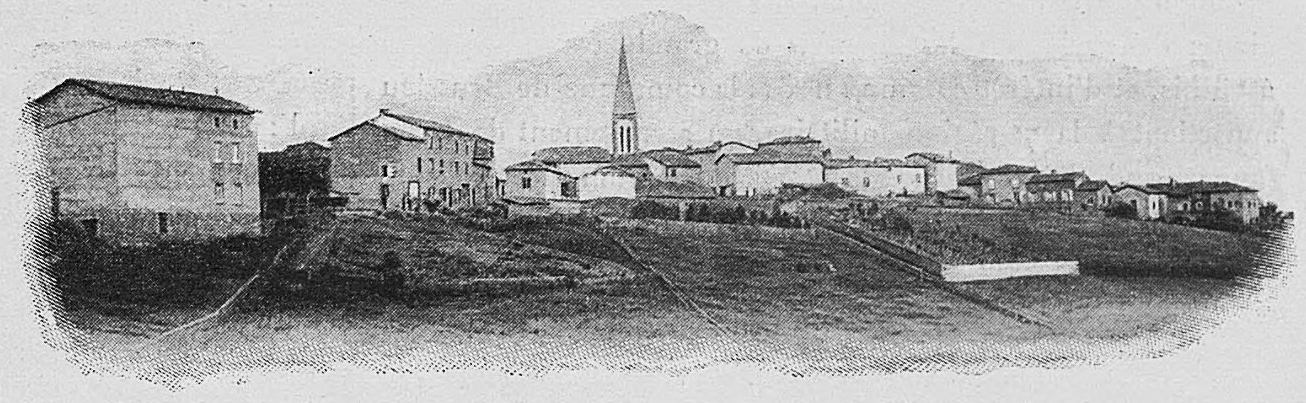
Brullioles en 1901-1902.

### Transports
La commune est desservie par les lignes « fréquence » 406, 505, 511, 512, 562 et 563 du réseau des cars du Rhône.

### Climat
Pour des articles plus généraux, voir Climat d'Auvergne-Rhône-Alpes et Climat du Rhône.
En 2010, le climat de la commune est de type climat océanique dégradé des plaines du Centre et du Nord, selon une étude du Centre national de la recherche scientifique s'appuyant sur une série de données couvrant la période 1971-2000. En 2020, Météo-France publie une typologie des climats de la France métropolitaine dans laquelle la commune est exposée à un climat de montagne ou de marges de montagne et est dans la région climatique  Nord-est du Massif Central, caractérisée par une pluviométrie annuelle de 800 à 1 200 mm, bien répartie dans l’année. 
Pour la période 1971-2000, la température annuelle moyenne est de 10,4 °C, avec une amplitude thermique annuelle de 16,9 °C. Le cumul annuel moyen de précipitations est de 838 mm, avec 9,6 jours de précipitations en janvier et 7 jours en juillet. Pour la période 1991-2020, la température moyenne annuelle observée sur la station météorologique de Météo-France la plus proche, « Saint-Symphorien-C », sur la commune de Saint-Symphorien-sur-Coise à 15 km à vol d'oiseau, est de 10,5 °C et le cumul annuel moyen de précipitations est de 861,2 mm,. Pour l'avenir, les paramètres climatiques de la commune estimés pour 2050 selon différents scénarios d'émission de gaz à effet de serre sont consultables sur un site dédié publié par Météo-France en novembre 2022.

## Urbanisme

### Typologie
Au 1er janvier 2024, Brullioles est catégorisée commune rurale à habitat dispersé, selon la nouvelle grille communale de densité à sept niveaux définie par l'Insee en 2022.
Elle est située hors unité urbaine. Par ailleurs la commune fait partie de l'aire d'attraction de Lyon, dont elle est une commune de la couronne,. Cette aire, qui regroupe 397 communes, est catégorisée dans les aires de 700 000 habitants ou plus (hors Paris),.

### Occupation des sols
L'occupation des sols de la commune, telle qu'elle ressort de la base de données européenne d’occupation biophysique des sols Corine Land Cover (CLC), est marquée par l'importance des territoires agricoles (76 % en 2018), une proportion sensiblement équivalente à celle de 1990 (76,6 %). La répartition détaillée en 2018 est la suivante : 
prairies (43,2 %), zones agricoles hétérogènes (32,7 %), forêts (20,6 %), zones urbanisées (3,4 %). L'évolution de l’occupation des sols de la commune et de ses infrastructures peut être observée sur les différentes représentations cartographiques du territoire : la carte de Cassini (XVIIIe siècle), la carte d'état-major (1820-1866) et les cartes ou photos aériennes de l'IGN pour la période actuelle (1950 à aujourd'hui).

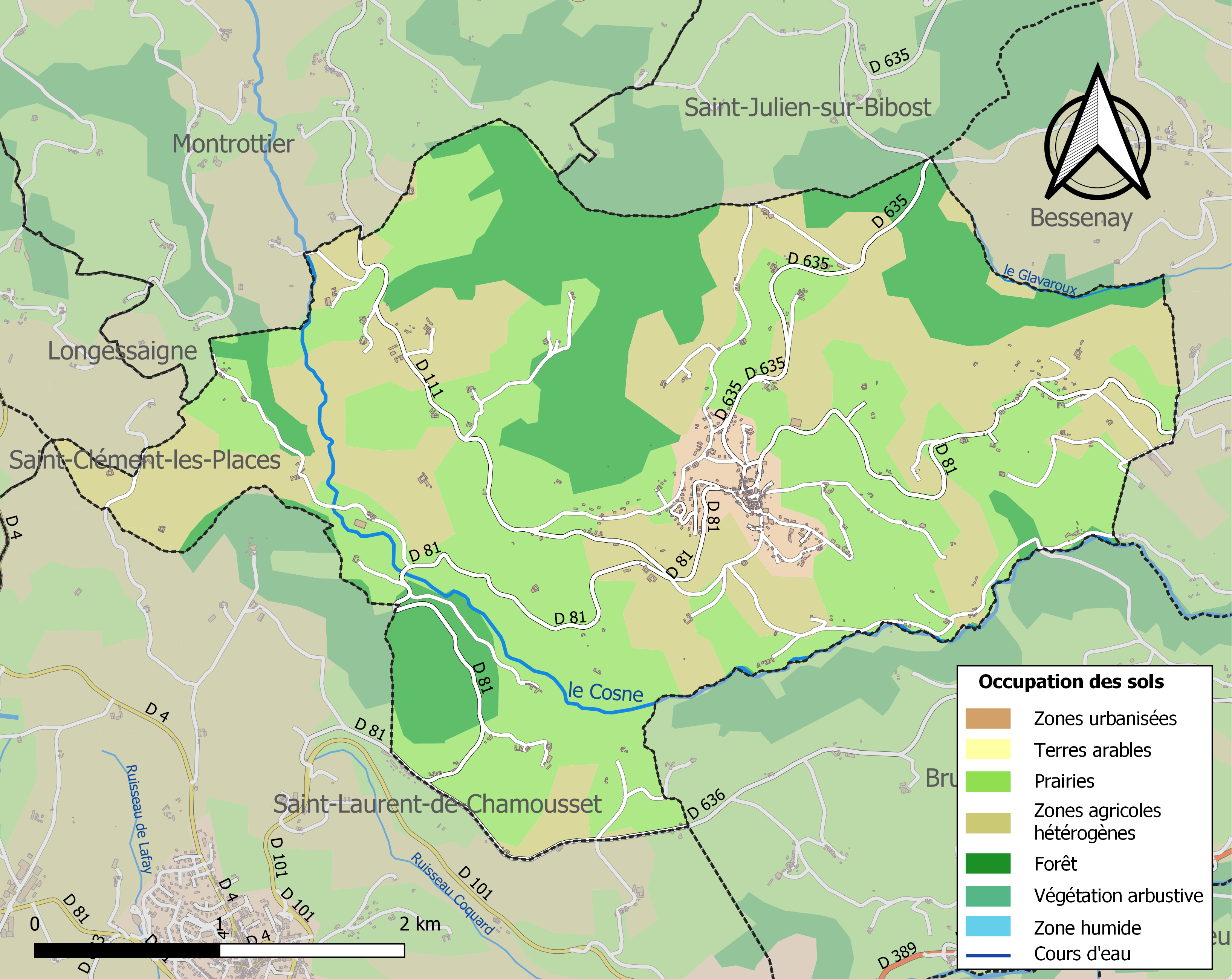
Carte des infrastructures et de l'occupation des sols de la commune en 2018 (CLC).

## Politique et administration

### Administration municipale
| Période                                  | Période  | Identité      | Étiquette | Qualité |
| ---------------------------------------- | -------- | ------------- | --------- | ------- |
| avant 1995                               | ?        | Louis Porte   |           |         |
| mars 2001                                | En cours | Pascal Fichet |           |         |
| Les données manquantes sont à compléter. |          |               |           |         |

### Intercommunalité
Brullioles fait partie de la communauté de communes des monts du Lyonnais.

## Population et société

### Démographie
L'évolution du nombre d'habitants est connue à travers les recensements de la population effectués dans la commune depuis 1793. Pour les communes de moins de 10 000 habitants, une enquête de recensement portant sur toute la population est réalisée tous les cinq ans, les populations de référence des années intermédiaires étant quant à elles estimées par interpolation ou extrapolation. Pour la commune, le premier recensement exhaustif entrant dans le cadre du nouveau dispositif a été réalisé en 2008.

En 2022, la commune comptait 823 habitants, en évolution de +0,61 % par rapport à 2016 (Rhône : +3,93 %, France hors Mayotte : +2,11 %).
| 1793  | 1800 | 1806 | 1821 | 1831  | 1836  | 1841  | 1846  | 1851  |
| ----- | ---- | ---- | ---- | ----- | ----- | ----- | ----- | ----- |
| 1 200 | 765  | 944  | 906  | 1 046 | 1 040 | 1 050 | 1 155 | 1 104 |

| 1856  | 1861  | 1866  | 1872  | 1876  | 1881  | 1886  | 1891  | 1896 |
| ----- | ----- | ----- | ----- | ----- | ----- | ----- | ----- | ---- |
| 1 064 | 1 024 | 1 065 | 1 067 | 1 071 | 1 102 | 1 057 | 1 016 | 924  |

| 1901 | 1906 | 1911 | 1921 | 1926 | 1931 | 1936 | 1946 | 1954 |
| ---- | ---- | ---- | ---- | ---- | ---- | ---- | ---- | ---- |
| 879  | 898  | 804  | 698  | 685  | 675  | 648  | 603  | 575  |

| 1962 | 1968 | 1975 | 1982 | 1990 | 1999 | 2006 | 2008 | 2013 |
| ---- | ---- | ---- | ---- | ---- | ---- | ---- | ---- | ---- |
| 446  | 429  | 425  | 441  | 559  | 574  | 706  | 744  | 812  |

| 2018 | 2022 | - | - | - | - | - | - | - |
| ---- | ---- | - | - | - | - | - | - | - |
| 813  | 823  | - | - | - | - | - | - | - |

## Culture et patrimoine

### Lieux et monuments

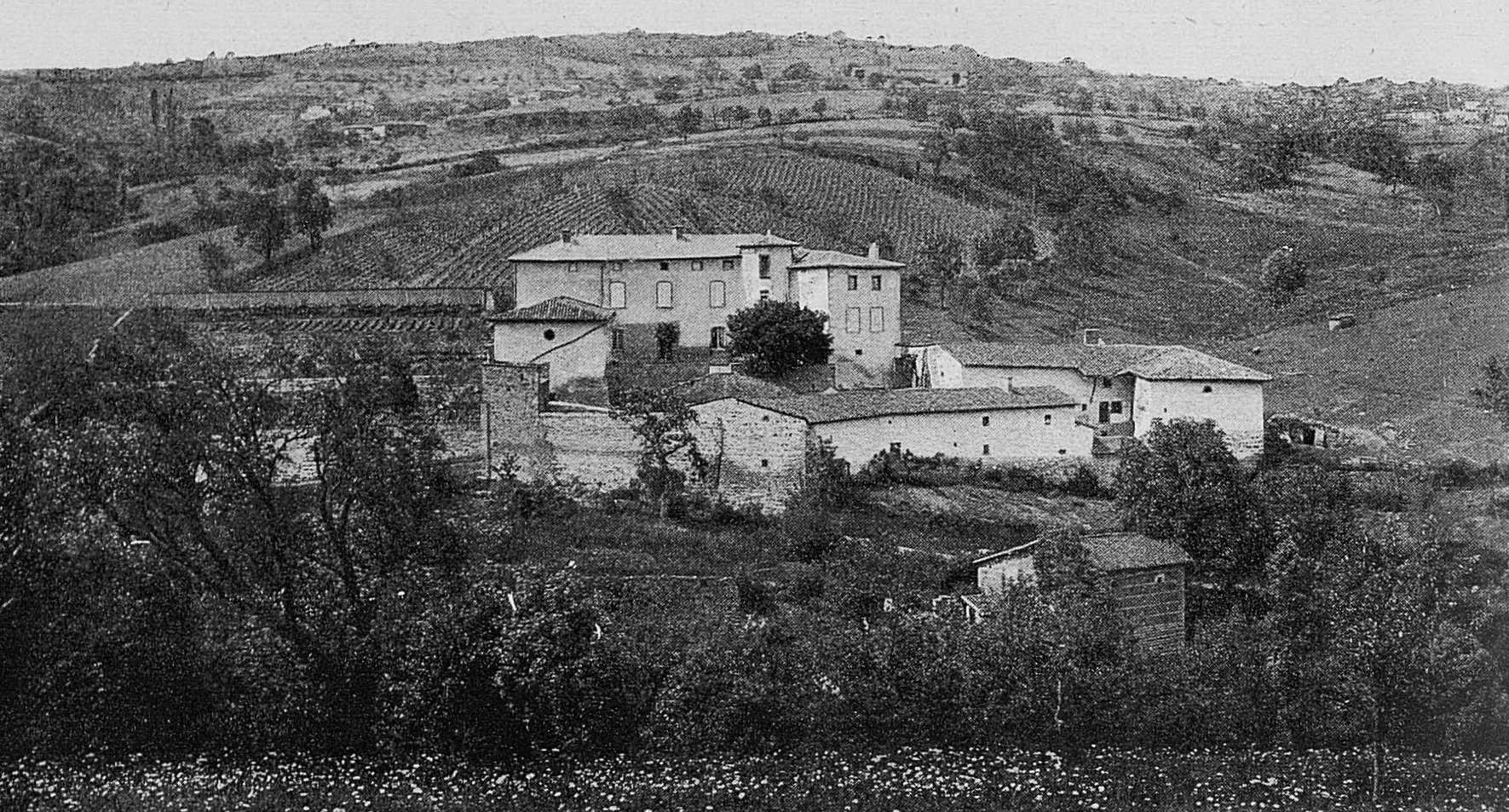
L'ancien château de Charfetain au début du XXe siècle.

- L'église a été construite sur le site de l'ancien cimetière au XIXe siècle.
- La porte de Brullioles est constituée par l'encadrement du portail de l'ancienne église visible au hameau de la Mazalière.
- Le château de Charfetain.
- Le site des Trois Chapelles.
- La chapelle Saint-Roch a été construite en 1759 afin de protéger les habitants de la peste.
- Le lavoir est situé à l'entrée du village.

### Espaces verts et fleurissement
En 2014, la commune obtient le niveau « deux fleurs » au concours des villes et villages fleuris.

### Manifestations culturelles et festivités
- La brocante vide-greniers qui se tient le deuxième dimanche de septembre.
- La fête des célibataires a lieu le premier dimanche d'octobre.
- Le festival des Nuits de la Pierre bleue.
- Le marché de Noël qui se tient le dernier week-end de novembre.
- La Vogue de Pentecôte, organisée tous les ans par l'association des Jeunes pendant le week-end de Pentecôte.

## Vues

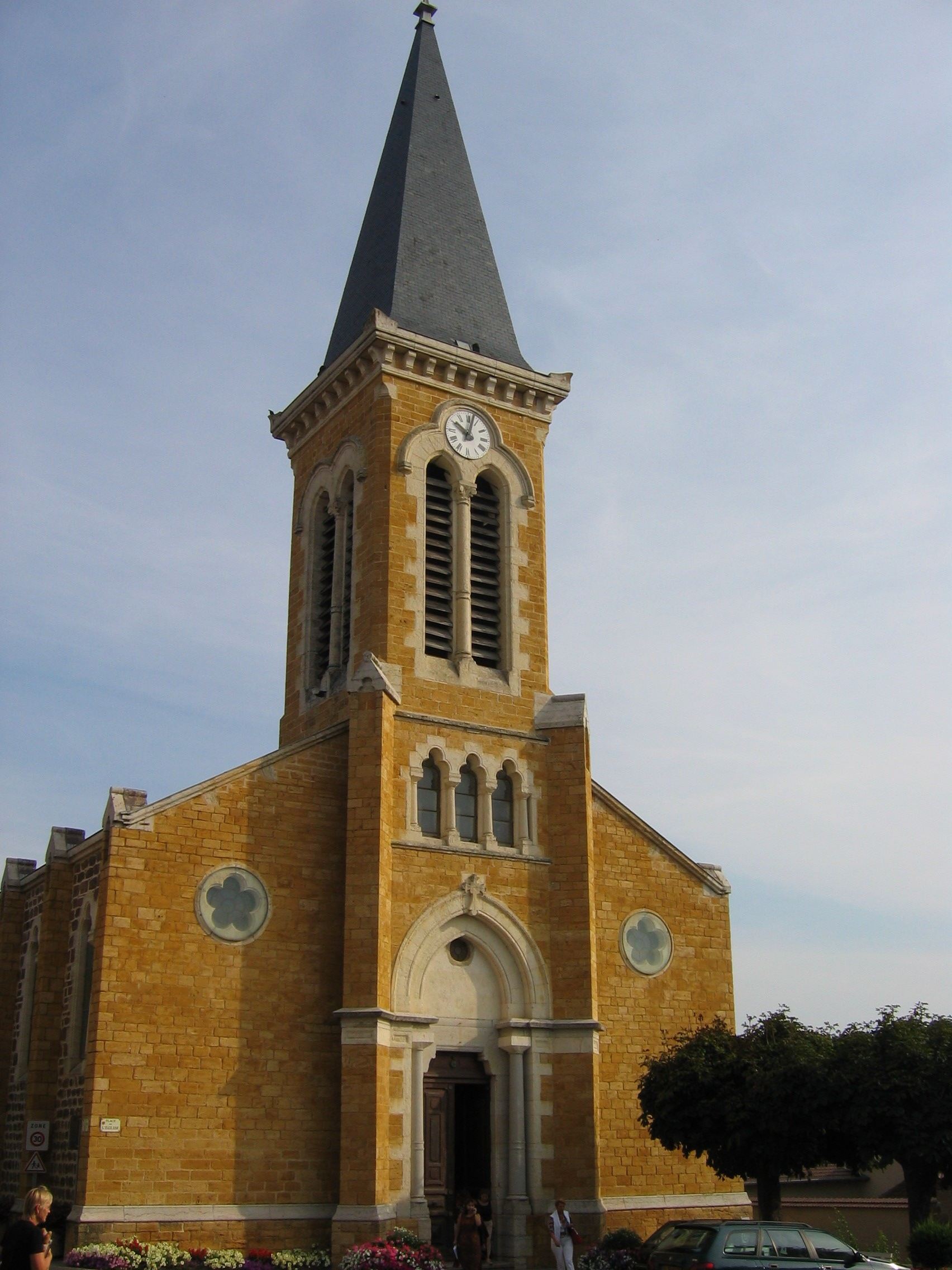
L'église de Brullioles.
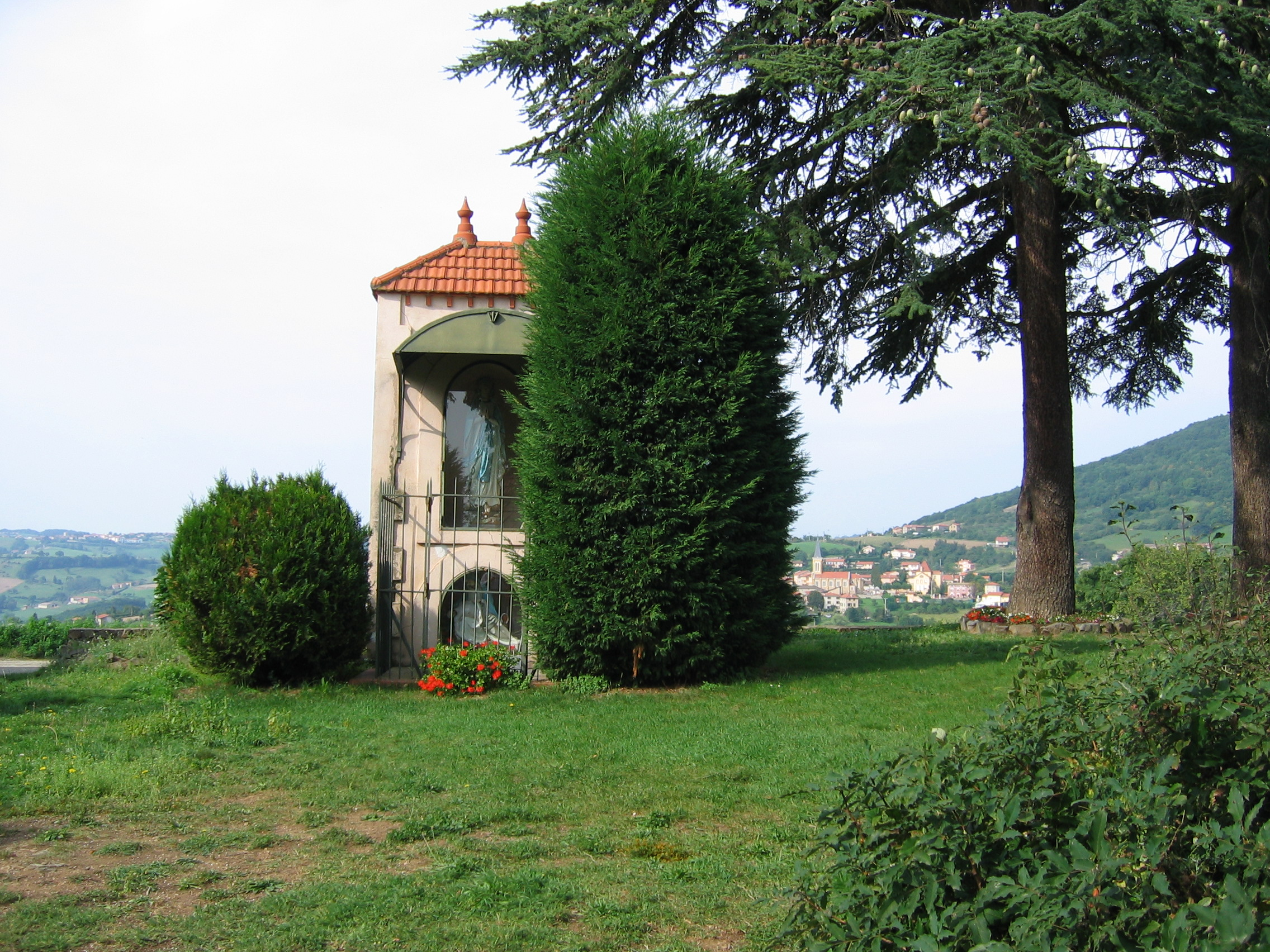
Le site des Trois Chapelles.
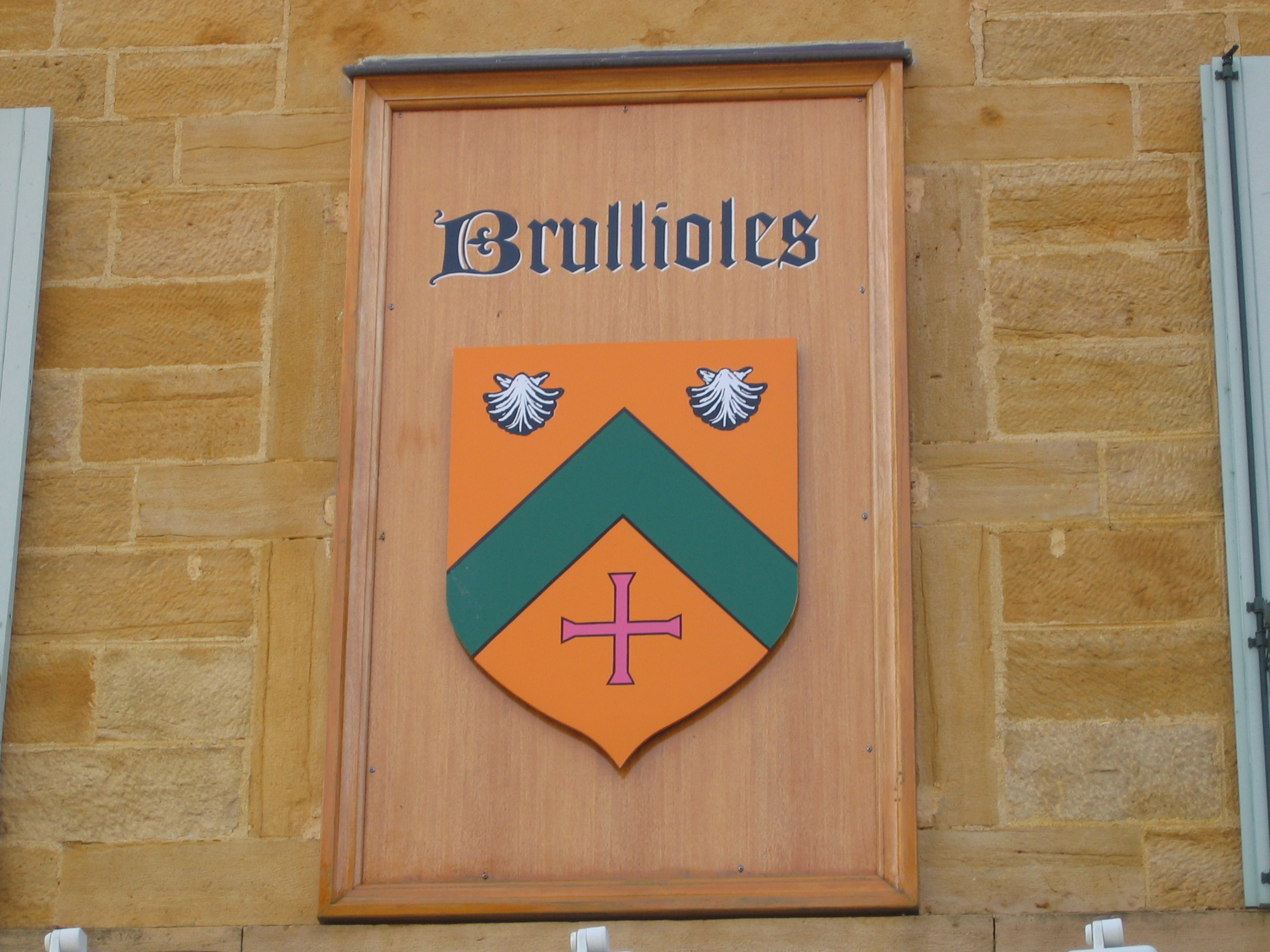
Le blason de Brullioles.